# Mešity vystavěny Osmanskou dynastií
Následující seznam obsahuje nejvýznamnější mešity v dnešním Turecku, které byly vystavěny na přání členů dynastie Osmanů. 

## Seznam
V níže uvedené tabulce je v prvním sloupci uveden název, ve druhé lokace, ve třetím stavitel, ve čtvrtém architekt a v pátém doba vystavění. 
| Název                               | Lokace                | Stavitel                        | Architekt                                      | Období výstavby                                     |
| ----------------------------------- | --------------------- | ------------------------------- | ---------------------------------------------- | --------------------------------------------------- |
| Mešita Hüdavendigar                 | Bursa                 | Murad I.                        |                                                | 1365–1385                                           |
| Mešita Bajezida I.                  | Bursa                 | Bayezid I.                      |                                                | 1391–1395                                           |
| Velká mešita v Burse                | Bursa                 | Bayezid I.                      |                                                | 1396–1400                                           |
| Stará mešita (Edirne)               | Edirne                | Sulejman Celebi Mehmed I.       | Haci Alaeddin Ömer İbrahim                     | 1402–1414                                           |
| Zelená mešita (Bursa)               | Bursa                 | Mehmed I.                       | Hacı İvaz                                      | 1419–1421                                           |
| Komplex Muradiye                    | Bursa                 | Murad II.                       |                                                | 1426                                                |
| Mešita Darül Hadis                  | Edirne                | Murad II.                       |                                                | 1435                                                |
| Mešita Muradiye                     | Edirne                | Murad II.                       |                                                | 1435–36                                             |
| Mešita Üç Şerefeli                  | Edirne                | Murad II.                       |                                                | 1438–1447                                           |
| Mešita Eyüp Sultan                  | İstanbul              | Mehmed II.                      |                                                | 1458                                                |
| Fatihova mešita (Istanbul)          | İstanbul              | Mehmed II.                      | Atik Sinan                                     | 1463–1471                                           |
| Komplex Bayezida II. (Edirne)       | Edirne                | Bayezid II.                     | Hayrettin                                      | 1484–1488                                           |
| Komplex Bayezida II. (Amasya)       | Amasya                | Şehzade Ahmet                   |                                                | 1486                                                |
| Mešita Bayezida II.                 | İstanbul              | Bayezid II.                     | Yakup                                          | 1501–1506                                           |
| Mešita Gülbahar Hatun               | Trabzon               | Selim I.                        |                                                | ?–1514                                              |
| Mešita Yavuze Selima                | İstanbul              | Selim I. a Sulejman I.          | Alaüddin (Acem Alisi)                          | 1520/21–1527/8                                      |
| Sultánova mešita (Manisa)           | Manisa                | Hafsa Sultan                    |                                                | 1522                                                |
| Mešita Şah Sultan                   | İstanbul              | Şah Sultan                      | Mimar Sinan                                    | 1533                                                |
| Komplex Haseki Sultan               | İstanbul              | Hürrem Sultan                   | Mimar Sinan                                    | 1538–1539, complex completed 1551, expanded 1612–13 |
| Princova mešita                     | İstanbul              | Sulejman I.                     | Mimar Sinan                                    | 1543–1548                                           |
| Mešita Mihrimah Sultan (Üsküdar)    | İstanbul (Üsküdar)    | Mihrimah Sultan                 | Mimar Sinan                                    | 1543/4–1548                                         |
| Sulejmanova mešita                  | İstanbul              | Sulejman I.                     | Mimar Sinan                                    | 1548–1559                                           |
| Mešita Tekkiye                      | Damašek               | Sulejman I.                     | Mimar Sinan                                    | 1559                                                |
| Mešita Rüstema Paši                 | İstanbul              | Rüstem Paša                     | Mimar Sinan                                    | 1561–1563                                           |
| Mešita Mihrimah Sultan (Edirnekapi) | İstanbul (Edirnekapı) | Mihrimah Sultan                 | Mimar Sinan                                    | c. 1563–1570                                        |
| Mešita Sokollu Mehmeda Paši         | İstanbul (Kadırga)    | Ismihan Sultan                  | Mimar Sinan                                    | c. 1556/68-1571/72                                  |
| Mešita Selimiye (Edirne)            | Edirne                | Selim II.                       | Mimar Sinan                                    | 1568–1574                                           |
| Mešita Selimiye                     | Karapınar             | Selim II.                       | Mimar Sinan                                    | 1563                                                |
| Mešita Selimiye (Konya)             | Konya                 | Selim II.                       | Mimar Sinan (?)                                | 1570                                                |
| Mešita Atik Valide                  | İstanbul (Üsküdar)    | Nurbanu Sultan                  | Mimar Sinan                                    | 1571–1583, expanded 1584–85/86                      |
| Mešita Muradiye                     | Manisa                | Murad III.                      | Mimar Sinan                                    | 1583–1586/87, complex completed 1590                |
| Nová mešita (Istanbul)              | İstanbul (Eminönü)    | Safiye Sultan Turhan Sultan     | Mimar Davut Ağa Mustafa Ağa Dalgıç Ahmed Çavuş | 1597–1665                                           |
| Mešita sultána Ahmeda               | İstanbul              | Ahmed I.                        | Sedefkar Mehmet Agha                           | 1609–1616                                           |
| Mešita Çinili                       | İstanbul (Üsküdar)    | Kösem Sultan                    | Koca Kasım Ağa                                 | 1638–1640                                           |
| Mešita Yeni Valide                  | İstanbul (Üsküdar)    | Gülnuş Sultan                   | Hazerfan Mehmet                                | 1708–1710                                           |
| Mešita Nurosmaniye                  | İstanbul              | Mahmut I.Osman III.             | Mustafa Ağa Simon Kalfa                        | 1749–1755                                           |
| Mešita Laleli                       | İstanbul              | Mustafa III.                    | Mehmet Tahir Ağa                               | 1760–1783                                           |
| Mešita sultána Mustafy              | İstanbul              | Mustafa III.                    |                                                | 1763                                                |
| Mešita Zeynep Sultan                | İstanbul              | Zeynep Sultan                   | Mehmet Tahir Ağa                               | 1769                                                |
| Mešita Emirgan                      | İstanbul              | Abdülhamit I.                   | Mehmet Tahir Ağa                               | 1777–1778                                           |
| Mešita Teşvikiye                    | İstanbul              | Selim III.Abdülmecit I          |                                                | 1794–1854                                           |
| Mešita Selimiye (Üsküdar)           | İstanbul              | Selim III                       |                                                | 1805                                                |
| Mešita Nusretiye                    | İstanbul              | Mahmut II.                      | Krikor Balyan                                  | 1823–1826                                           |
| Mešita Hırka'i Şerif                | İstanbul              | Abdülmecit I                    |                                                | 1847–1851                                           |
| Mešita Dolmabahçe                   | İstanbul              | Abdülmecit I - Bezmiâlem Sultan | Garabet Balyan                                 | 1853–1855                                           |
| Mešita Örtakoy                      | İstanbul              | Abdülmecit I.                   | Garabet BalyanNigoğayos Balyan                 | 1854–1856                                           |
| Mešita Pertevniyal                  | İstanbul              | Pertevniyal Sultan              | Montani                                        | 1869–1871                                           |
| Mešita Aziziye (Konya)              | Konya                 | Pertevniyal Sultan              |                                                | 1872-1874                                           |
| Mešita Yıldız Hamidiye              | İstanbul              | Abdülhamit II.                  | Sarkis Balyan                                  | 1884–1886                                           |